# Ratboř
Ratboř är en ort i Tjeckien. Den ligger i regionen Mellersta Böhmen, i den centrala delen av landet, 50 km öster om huvudstaden Prag. Ratboř ligger 315 meter över havet och antalet invånare är 517.
Terrängen runt Ratboř är lite kuperad. Runt Ratboř är det tätbefolkat, med 570 invånare per kvadratkilometer. Närmaste större samhälle är Kolín, 6,3 km nordost om Ratboř. Trakten runt Ratboř består till största delen av jordbruksmark.